# Ishikawa Kei
Kei Ishikawa (石川 慧 (Thạch Xuyên Tuệ) Ishikawa Kei, sinh ngày 30 tháng 9 năm 1993 ở Niigata) là một cầu thủ bóng đá người Nhật Bản. Anh thi đấu cho Tochigi SC.

## Sự nghiệp thi đấu
Kei Ishikawa gia nhập câu lạc bộ tại J1 League; Vegalta Sendai năm 2011. Vào tháng 3 năm 2013, anh chuyển đến Sony Sendai, năm 2014 anh chuyển đến Blaublitz Akita. Năm 2015, anh trở lại Vegalta Sendai.

## Thống kê câu lạc bộ
Cập nhật đến ngày 23 tháng 2 năm 2017.
| Thành tích câu lạc bộ | Thành tích câu lạc bộ | Thành tích câu lạc bộ | Giải vô địch | Giải vô địch | Cúp                   | Cúp                   | Cúp Liên đoàn | Cúp Liên đoàn | Châu lục | Châu lục  | Tổng cộng | Tổng cộng |
| Mùa giải              | Câu lạc bộ            | Giải vô địch          | Số trận      | Bàn thắng    | Số trận               | Bàn thắng             | Số trận       | Bàn thắng     | Số trận  | Bàn thắng | Số trận   | Bàn thắng |
| Nhật Bản              | Nhật Bản              | Nhật Bản              | Giải vô địch | Giải vô địch | Cúp Hoàng đế Nhật Bản | Cúp Hoàng đế Nhật Bản | J. League Cup | J. League Cup | AFC      | AFC       | Tổng cộng | Tổng cộng |
| --------------------- | --------------------- | --------------------- | ------------ | ------------ | --------------------- | --------------------- | ------------- | ------------- | -------- | --------- | --------- | --------- |
| 2011                  | Vegalta Sendai        | J1 League             | 0            | 0            | 0                     | 0                     | 0             | 0             | –        | –         | 0         | 0         |
| 2012                  | Vegalta Sendai        | J1 League             | 0            | 0            | 0                     | 0                     | 0             | 0             | –        | –         | 0         | 0         |
| 2013                  | Vegalta Sendai        | J1 League             | 0            | 0            | –                     | –                     | –             | –             | 0        | 0         | 0         | 0         |
| 2013                  | Sony Sendai           | JFL                   | 1            | 0            | 0                     | 0                     | –             | –             | –        | –         | 1         | 0         |
| 2014                  | Blaublitz Akita       | J3 League             | 21           | 0            | 2                     | 0                     | –             | –             | –        | –         | 23        | 0         |
| 2015                  | Vegalta Sendai        | J1 League             | 0            | 0            | 0                     | 0                     | 0             | 0             | –        | –         | 0         | 0         |
| 2016                  | Vegalta Sendai        | J1 League             | 2            | 0            | 0                     | 0                     | 1             | 0             | –        | –         | 3         | 0         |
| Tổng                  | Tổng                  | Tổng                  | 24           | 0            | 2                     | 0                     | 1             | 0             | 0        | 0         | 27        | 0         |